# Tibetansk rubinnäktergal
Tibetansk rubinnäktergal (Calliope tschebaiewi) är en asiatisk bergslevande tätting i familjen flugsnappare som nyligen urskiljts som egen art.

## Kännetecken

### Utseende
Tibetansk rubinnäktergal är en 12-14 cm lång fågel som är lik rubinnäktergalen med hos hanen rubinfärgad strupe samt vitt ögonbrynsstreck och vitt mustaschstreck. Hos denna art är dock rubinnäktergalens i övrigt bruna färg utbytts mot grått. Vidare är stjärten svart med vit stjärtbas och vita stjärtspetsar. På bröstet syns även ett svart band. Honan liknar hona rubinnäktergal, men är kallare och gråare samt har vita spetsar på yttre stjärtfjädrarna.
Svartbröstad rubinnäktergal (som tibetansk rubinäktergal tidigare behandlades som en del av, se nedan) är mycket lik men saknar vitt mustaschstreck, har lite mindre rött på strupen och tydligt bredare svart bröstband.

### Läten
Tibetansk rubinnäktergal sjunger en komplex serie med böljande drillar och kvitter, ofta i korta utbrott men ibland i längre serier. Bland lätena hörs ett mörkt "tchuk" och ett sparvlikt "tchink".

## Utbredning och systematik
Fågeln häckar i östligaste Kashmir, på södra, östra och nordöstra Tibetanska platån, i centrala Kina (nordvästra Gansu, östra Qinghai, Sichuan och nordvästra Yunnan) samt nordligaste Myanmar. Utanför häckningstid ses den i lägre regioner från östra Nepal till nordöstra Indien, nordöstra Bangladesh, norra Myanmar och södra Yunnan.

### Artstatus
Tidigare behandlades den som underart till svartbröstad rubinnäktergal (C. pectoralis), men skiljer sig åt i utseende, läten och även genetiskt. Den behandlas som monotypisk, det vill säga att den inte delas in i några underarter.

### Släktestillhörighet
Arten har tidigare först till släktet Luscinia, men genetiska studier visar att det släktet är parafyletiskt, där arterna i Calliope är närmast släkt med Myiomela och till exempel blåstjärtarna i Tarsiger än med näktergal (L. luscinia).

### Familjetillhörighet
Liksom alla näktergalar men även fåglar som stenskvättor, rödstjärtar och buskskvättor behandlades rubinnäktergalen tidigare som en trast (Turdidae), men genetiska studier visar att den tillhör familjen flugsnappare (Muscicapidae).

## Levnadssätt
Tibetansk rubinnäktergal häckar i buskmarker oftast ovan trädgräsen upp till 4420 meters höjd, med dvärgväxande rhododendron, en och Salix och spridda stenblock. Vintertid ses den i gräs- och buskmarker, ofta nära vatten. Den födosöker vanligen på marken dold i vegetationen på jakt efter insekter (framför allt fjärilslarver), spindlar, mollusker och små reptiler. Fågeln häckar mellan maj och augusti. Den bygger ett kupolformat bo av torrt gräs med en stor sidoingång, placerad gömd på marken bland stenar och rötter. Däri lägger den flera kullar med tre till fyra blågröna ägg.

## Status och hot
Arten har ett stort utbredningsområde och en stor population med stabil utveckling och tros inte vara utsatt för något substantiellt hot. Utifrån dessa kriterier kategoriserar internationella naturvårdsunionen IUCN arten som livskraftig (LC).

## Namn
Fågelns vetenskapliga artnamn hedrar kosacken Pamfili Tschebaiev som följde med Przewalski under dennes utforskande av Transbajkal.